# 小美野雅彥
小美野雅彥（日语：／ Komino Masahiko），日本男性動畫師、人物設計師、動畫導演。出身於神奈川縣。代代木動畫學院畢業。合同會社l-a-unch·BOX代表。

## 來歷
代代木動畫學院畢業後，進入動畫公司SATELIGHT上班。之後，2017年3月成立合同會社l-a-unch·BOX。

## 參加作品

### 電視動畫
2006年
- 到另一個你的身邊去（作畫監督、原畫）

2007年
- 鏖戰星球 -ENGAGE planet-（總作畫監督、作畫監督、原畫）

2008年
- 二十面相少女（作畫監督、原畫）
- 北斗神拳 拉歐外傳天之霸王（日语：天の覇王 北斗の拳ラオウ外伝）（原畫）
- 守護甜心!! 心跳（原畫）

2009年
- 咲-Saki-（分鏡、作畫監督）

2010年
- BLEACH（—2012年，分鏡、作畫監督、原畫）

2012年
- 交響詩篇艾蕾卡7 AO（作畫監督、原畫）
- 妖狐×僕SS（原畫）
- CODE:BREAKER（分鏡、演出）
- JoJo的奇妙冒險（—2013年，作畫監督、原畫）

2013年
- 絕對防衛利維坦（配角設定、作畫監督、原畫）
- 超次元戰記 戰機少女（原畫）

2014年
- |JoJo的奇妙冒險 星塵鬥士（—2015年，人物設定、總作畫監督、作畫監督）

2015年
- 流浪神差 ARAGOTO（作畫監督）

2016年
- 救難小英雄24（總作畫監督）
- JoJo的奇妙冒險 不滅鑽石（作畫監督）

2017年
- 新撰組鎮魂歌 二分之一（日语：ちるらん 新撰組鎮魂歌）（原畫）
- 鎖鏈戰記 ～赫克瑟塔斯之光～（作畫監督、原畫）
- 牙狼〈GARO〉-VANISHING LINE-（日语：牙狼-GARO- -VANISHING LINE-）（作畫監督）
- Just Because！（作畫監督）

2019年
- 笑容的代價（作畫監督）
- 多羅羅 (2019年版)（作畫監督）

2020年
- GIBIATE（日语：GIBIATE PROJECT）（導演[4]、人物設定[4]、總作畫監督[4]、分鏡）
- 進擊的巨人（作畫監督）

2021年
- 王之逆襲：意志的繼承者（日语：キングスレイド）（作畫監督）
- 關於我轉生變成史萊姆這檔事（總作畫監督、作畫監督）
- 轉生史萊姆日記（作畫監督）
- 憂國的莫里亞蒂（作畫監督）
- 急戰5秒殊死鬥（總作畫監督）
- 緋紅結繫（作畫監督）

2022年
- 魯邦三世 PART6（演出[5]、作畫監督[5]、原畫、第二原畫）
- 舞動不止（總作畫監督[6]）
- 轉生就是劍（總作畫監督）
- VAZZROCK THE ANIMATION（演出）
- BLUE LOCK 藍色監獄（總作畫監督、作畫監督）

2023年
- 英雄傳說 閃之軌跡 北方戰役（總作畫監督）
- Paradox Live THE ANIMATION（總作畫監督、作畫監督）

### 電影動畫
2009年
- 劇場版 火影忍者疾風傳：火意志的繼承者（原畫）
- 劇場版 超時空要塞F：虛空歌姬（原畫）

2018年
- 劇場版 七大罪：天空的囚人（作畫監督）

### OVA
2006年
- HELLSING（—2008年，作畫監督、原畫）

2007年
- 真救世主傳說 北斗神拳 由莉亞傳（原畫）

2009年
- 10年後的陌生人（原畫）

2012年
- 英雄傳說 空之軌跡 THE ANIMATION（作畫監督）

## 外部連結
- 小美野雅彥的X（前Twitter） （日語）